# Pierre Gisling
 (mars 2017).
Si vous disposez d'ouvrages ou d'articles de référence ou si vous connaissez des sites web de qualité traitant du thème abordé ici, merci de compléter l'article en donnant les références utiles à sa vérifiabilité et en les liant à la section « Notes et références ».
Pierre André Gisling, né à Zurich (Suisse) le 31 mars 1937 et mort le 16 janvier 2017 à Blonay (Vaud, Suisse), est un peintre, présentateur télévisuel, journaliste, réalisateur, écrivain et enseignant suisse. 

## Biographie
Fils d'André Gisling, industriel suisse ayant fondé les fonderies de Moudon (Vaud), Pierre Gisling est diplômé de l’École cantonale des beaux-arts de Lausanne et de l'Institut international des hautes études pédagogiques (université de Paris). Il reçoit son brevet d'officier d'infanterie en 1961.
En 1964, il réalise le film Les Hauts Toits pour lequel il reçoit l'Écran d'argent et le prix du meilleur film suisse du Festival international de Nyon.[réf. nécessaire]
Professeur de dessin et d'histoire de l'art à Vevey et au Collège de Béthusy à Lausanne de 1957 à 1968, c'est à cette époque que Pierre Gisling va créer et animer les camps de dessin, stages d'expressions artistiques en Suisse et en France.
En 1969, Pierre Gisling devient chef du service Art et Éducation à la Télévision suisse romande. En 1973, il réalise la série d'émissions l'Œil apprivoisé qui sera présentée le 14 juin 1973 sur la TSR (Télévision suisse romande). Elle porte sur les différentes activités du camp de dessin qui a eu lieu à Dieulefit (Drôme), les épisodes sont diffusés tout au long de l'été 1973. Mousse Boulanger et Pierre Boulanger ont participé à trois des ateliers. De 1988 à 1991, il produit et présente l'émission Volets verts sur la Télévision suisse romande.

## Publication
Gisling, Pierre. L’Œil apprivoisé : dessin, peinture, sculpture, poème, photographie, collage, impression, parure, Berne / Lausanne, Société suisse de radiodiffusion et télévision / Éd. de la Tour, 1973. La série télévisée est à l'origine de l'ouvrage, qui a été augmenté d'un commentaire sur l'expression artistique de Robert Gerbex et d'un commentaire sur l'expression poétique de Mousse Boulanger.